# سیارک ۹۲
سیارک ۹۲ (به انگلیسی: 92 Undina) نود و دومین سیارک کشف شده‌است که در ۷ ژوئیه ۱۸۶۷ کشف شد.
قدر مطلق سیارک برابر ۶٫۶۱ است.